# Clara Malraux
Pour les articles homonymes, voir Malraux (homonymie).
Clara Malraux, née Clara Goldschmidt le 22 octobre 1897 à Paris 5e, et morte le 15 décembre 1982 à Andé (Eure), est une écrivaine française.

## Biographie
Clara Goldschmidt, de nationalité allemande, passe son enfance à Auteuil dans une famille juive aisée et cultivée, entre une mère oisive et un père absent. Elle est bercée par les lectures de Shakespeare, Balzac, Corneille et Hugo.
En 1920, elle entre comme traductrice à Action, revue d'avant-garde où elle rencontre certains artistes, comme Blaise Cendrars, Pablo Picasso, Jean Cocteau, Louis Aragon et André Malraux. Elle fait la connaissance de ce dernier au cours d'un dîner organisé par Florent Fels. Il occupe une chambre à l'hôtel Lutetia, au no 45 du boulevard Raspail à Paris. Ils partent ensemble pour l'Italie : Florence, Venise, puis faute d'argent, rentrent d'urgence en France. Elle épouse André Malraux le 21 octobre 1921. Ils se promettent l'un l'autre une grande indépendance et de pouvoir divorcer à leur guise. Ils partent en voyage de noces à Prague, puis à Vienne et passent les fêtes de fin d'année à Magdebourg, berceau de la famille Goldschmidt. Au début de 1922, Clara Malraux part avec son mari à Berlin, puis en Tunisie et en Sicile. André Malraux dirige alors une collection aux Éditions du Sagittaire. En 1923, celui-ci réussit à se faire réformer. Il place l'argent de son épouse en bourse dans des valeurs mexicaines (notamment de mines d'or) qui s'effondrent ; le couple est ruiné.
Pour se refaire, Malraux a l'idée de voler des statues d'art khmer et les revendre. Les voilà tous les deux, accompagnés de l'ami de Malraux, Louis Chevasson, en route vers le Cambodge. Arrivés au temple de Banteay Srei, vers la mi-décembre, ils découpent les sept bas-reliefs, qu'ils emballent et emportent. Arrivés à Phnom Penh le 23 décembre 1923, ils sont arrêtés sur dénonciation et assignés à résidence. André est condamné le 28 octobre 1924 à trois ans de prison ferme, et Louis Chevasson à un an et demi. Clara Malraux est acquittée. Repartie à Paris, elle mobilise en faveur de son mari les intellectuels en vue de l'époque : Marcel Arland, Louis Aragon, André Breton, François Mauriac, André Gide, Max Jacob. En appel, la peine d'André Malraux est réduite à un an et huit mois avec sursis. Rentré à Paris en novembre 1924, il demeure avec sa femme quelque temps au no 39 du boulevard Edgar-Quinet (dans un édifice qui n'existe plus aujourd'hui). Cette aventure lui inspire son ouvrage romancé : La Voie royale, (où Clara est effacée).
En 1925, ils repartent en Indochine, descendent à l'hôtel Continental à Saïgon. André Malraux fonde un journal, Indochine, dans lequel Clara Malraux est rédactrice. Le journal devient par la suite L'Indochine enchaînée. Ils rentrent à la fin de l'année. Entre-temps, Clara Malraux est devenue gravement dépendante à l'opium. En 1926, ils emménagent au no 122 du boulevard Murat à Paris. De 1929 à 1931, ils font plusieurs voyages en Orient.
En mars 1932, après la mort de la mère d'André Malraux, le couple s'installe au no 44 de la rue du Bac dans le 7e arrondissement de Paris. Malraux fait la connaissance de Josette Clotis. Le 28 mars 1933, Clara Malraux met au monde Florence. Elle s'achète une voiture qu'elle conduit, son mari n'ayant pas de permis. Elle a de plus en plus le sentiment d'étouffer avec ce conjoint dont la personnalité l'écrase. En 1933, après l'incendie du Reichstag, Clara Malraux aide les émigrés allemands qui fuient le régime nazi. André Malraux milite contre le fascisme et prend la défense de Dimitrov, accusé d'avoir incendié le Reichstag. De juin à septembre 1934, le couple est en URSS ; Clara Malraux est méfiante vis-à-vis des Soviétiques. Le 22 juillet 1936, Malraux rejoint l'Espagne, elle tient à l'accompagner et recrute les pilotes. En 1937, il part aux États-Unis pour récolter de l'argent afin de venir en aide à la jeune République espagnole ; il n'est pas seul : Clara Malraux découvre qu'il est accompagné de Josette Clotis ; le couple se sépare, mais ne divorce officiellement qu'en 1947. Elle milite dans un groupe révolutionnaire allemand s'inspirant du trotskisme.
Pendant la Seconde Guerre mondiale, elle vit d'abord à Paris, puis dans le Lot. En zone libre, elle rencontre un nouvel amour, Gérard Krazat, un Allemand, antifasciste et communiste. Elle s'engage avec lui dans la Résistance. Arrêté par la Gestapo, Krazat meurt et Clara Malraux passe dans la clandestinité.
À la fin des années 1940, elle se lie avec un écrivain, Jean Duvignaud, et participe à la revue Contemporains. Ils vivent cependant chacun dans son appartement dans un compagnonnage de treize ans. En 1947, elle divorce d'avec André Malraux.
Elle fait un séjour journalistique à Ein HaHoresh, un kibboutz d'extrême gauche en Galilée (Israël), dont elle tire un livre, Civilisation du kibboutz, et soutient aussi le Titisme, à l'époque des brigades de travail en Yougoslavie. 
Sa fille, Florence Malraux, signe en 1960 le Manifeste des 121 favorable à l'insoumission des appelés pour l'Algérie, ce qui la brouille avec son père jusqu'en 1968.
En 1967, lorsque le conflit israélo-arabe éclate, Clara Malraux signe l'appel à la Paix dans le journal Le Monde, et adresse un message de soutien à son amie Dominique Bona, qui l'avait accueillie lors de son expérience du kibboutz.
En mai 1968, elle milite aux côtés des étudiants de Nanterre. Elle dit de cette époque : « C'est la fin de ma jeunesse »[réf. nécessaire]. Elle a alors soixante-dix ans.

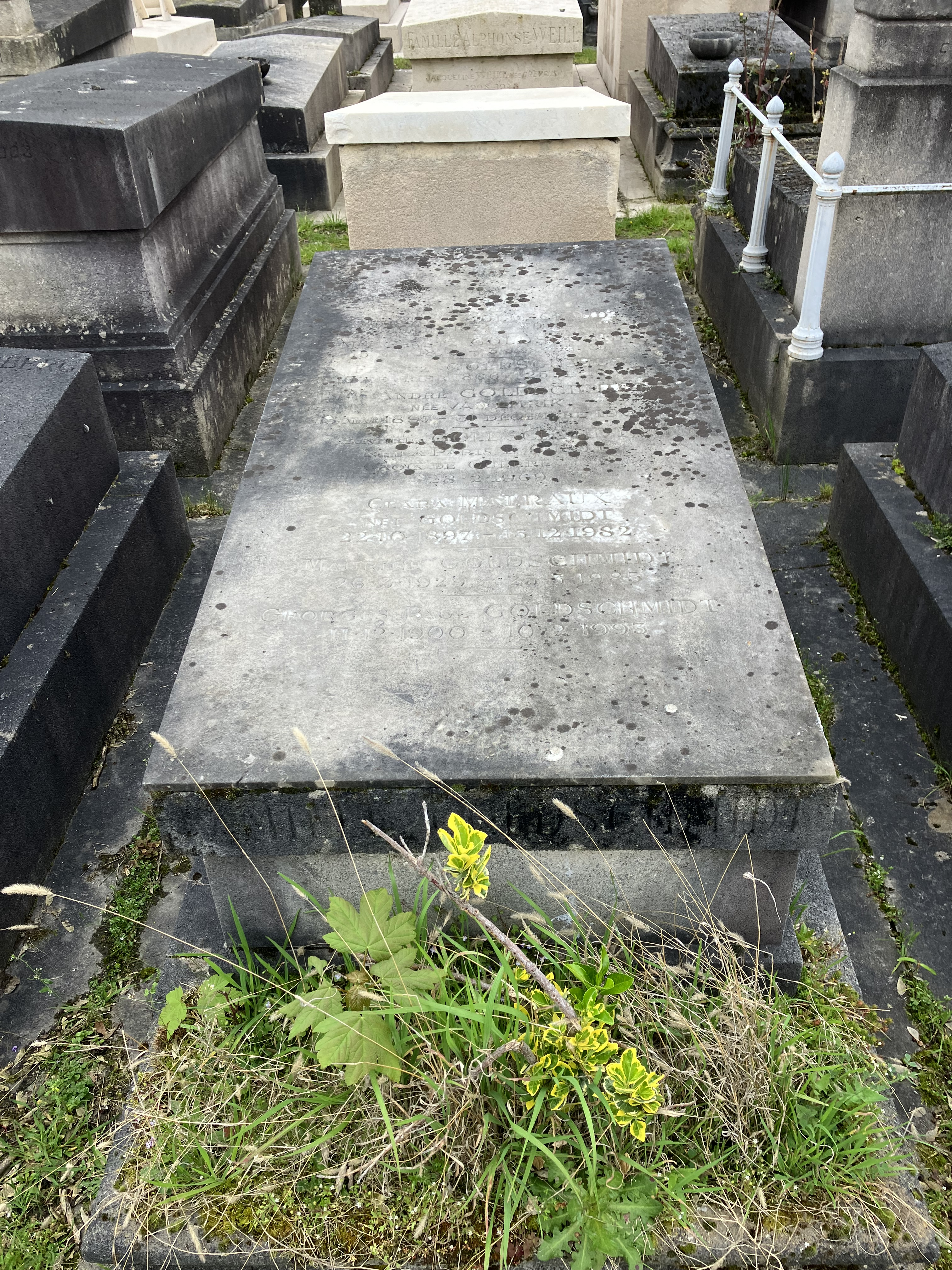
Tombe de Clara Malraux.

Elle est inhumée dans la division 29 du cimetière du Montparnasse (Paris).

## Œuvres
- 1928 : Journal psychanalytique d'une petite fille, adapté de l'allemand par Clara Malraux, préface de Michel Neyraut ; lettre-préface de Sigmund Freud, Paris, Gallimard, Les Documents bleus, journal prétendument rédigé par une certaine Grete Lainer mais considéré comme un faux de la psychanalyste Hermine Hug von Hugenstein ;
- 1938 : Le Livre des comptes Paris, Gallimard.
- 1945 : Portrait de Grisélidis
- 1946 : La Fausse Épreuve, illustré par May Néama, aux dépens des Éditions Lumière
- 1947 : La Maison ne fait pas crédit, Editions de la Bibliothèque française (réédité en 1981)[8].
- 1953 : Par de longs chemins, roman, Paris, Stock Delamain & Boutelleau.
- 1958 : La Lutte inégale
- 1963 : Java Bali, Édition Rencontre, Lausanne, L'Atlas des voyages.
- 1963-1979 : Le Bruit de nos pas (Mémoires) :
  - Apprendre à vivre, (1897-1922), vol : I, Paris, Grasset.
  - Nos vingt ans, (1922-1924), vol : II, Paris, Grasset, 1962-1966-1986, Les Cahiers Rouges 2006. Paris, LGF, Livre de Poche.
  - Les Combats et les Jeux, (1924-1927), vol: III,Paris, Grasset 1969, 1977.
  - Voici que vient l'été, (1927-1935), vol : IV, Paris, Grasset.
  - La Fin et le Commencement, (1936-1940), vol : V, Paris, Grasset.
  - Et pourtant j'étais libre, (1940-1968), vol : VI, préface de François Nourissier, Paris, Grasset 1979, les Cahiers Rouges, 2006.
- 1964 : Civilisation du kibboutz, Genève, Gonthier, 1964.
- 1971 : Venus des quatre coins de la terre : Douze rencontres en Israël, Paris, Julliard, 1972, réédition.
- 1980 : Rahel, ma grande sœur, un salon littéraire à Berlin au temps du romantisme, Paris, Ramsay-Rombaldi, 1981, Bibliothèque du temps présent.

### Traductions
- 1946 : Description d'un combat, de Franz Kafka, lithographies originales par Atlan, traduction de Clara Malraux et Rainer Dorland, préface de Bernard Groethuysen, Paris, Maeght ;
- 1951 : Une chambre à soi de Virginia Woolf, traduit de l'anglais, Paris, Gonthier, coll. "Femme", 1965/ Denoël, coll. "Empreinte", 1951/ Bibliothèques 10-18, 1998.
- 1951 : La ville au-delà du fleuve de Hermann Kasack, traduit de l'allemand, Paris Calmann-Lévy, 1951/ tirage limité. De l'étranger, 1988.
- 1952 : Kafka m'a dit: notes et souvenirs, de Gustav Janouch, traduit de l'allemand, préface de Max Brod, Paris Calmann-Lévy.
- 1953 : Histoire d'amour, roman de Luise Rinser, traduit de l'allemand : Hälfte des Lebens, Pais, Calmann-Lévy.
- 1954 : Jan Lobel de Varsovie de Luise Rinser, récit, traduit de l'allemand, Paris, Le Seuil.
- 1955 : La vérité sur Thérèse Neumann de Luise Rinser, traduit de l'allemand, die Wahrheit über Konnersreuth, Paris, Le Seuil.
- 1956 : Les Anneaux transparents, de Luise Rinser; Die Glasernen Ringe, traduit de l'allemand, Paris, Le Seuil.
- 1957 : Le retour de Philippe Latinovicz, de Miroslav Krleza traduit du serbo-croate par Mila Djordjevic et Clara Malraux, introduction de Zlatko Suzic, Paris, Calmann-Lévy, Traduit de/Tirage limité, De l'étranger, 1988.
- 1960 : L'enfant élu, de Ernst Wiechert, roman traduit de l'allemand, Paris, Calmann-Lévy, 1960, Traduit de,/Livre de Poche, 1973.
- 1985 : Sous le filet d'Iris Murdoch, traduit de l'anglais, Paris, Gallimard, coll. "Folio".

## Roman graphique
- Avant l'heure du tigre - La Voie Malraux, scénario de Virginie Greiner, dessin de Daphné Collignon, Éditions Glénat, 2015, 168 p.

## Radio
- France-Culture, Les Mémorables, « Clara Malraux », du 19 au 23 juillet 2004.